# Płamen Oreszarski
Płamen Wasilew Oreszarski, bułg. Пламен Василев Орешарски (ur. 21 lutego 1960 w Dupnicy) – bułgarski ekonomista, nauczyciel akademicki i polityk, wiceminister finansów w rządzie Iwana Kostowa (1997–2001), minister finansów w gabinecie Sergeja Staniszewa (2005–2009), premier Bułgarii od 29 maja 2013 do 6 sierpnia 2014.

## Życiorys
W 1985 ukończył studia w Wyższym Instytucie Ekonomicznym im. Karla Marksa w Sofii, specjalizując się w zakresie finansów. Na tej samej uczelni doktoryzował się w 1992. Kształcił się także z bankowości w Stanach Zjednoczonych oraz z dziedziny emisji papierów wartościowych w Wielkiej Brytanii.
W latach 1992–1997 pracował jako wykładowca w Uniwersytecie Gospodarki Narodowej i Światowej w Sofii, a także jako członek grup eksperckich przygotowujących restrukturyzację bułgarskiego długu zagranicznego, wprowadzenie systemu izby walutowej, liberalizację systemu cenowego i emisję papierów wartościowych. Od 1993 był dyrektorem wydziału ds. skarbu i zadłużenia w ministerstwie finansów. Między 1995 i 1997 wchodził w skład rady zarządzającej Bułgarskiej Giełdy Papierów Wartościowych, a od 1997 do 2000 w skład zarządu banku Bulbank. Od 1996 do 1997 pełnił funkcję prezesa zarządu banku Sofija-bank.
W 1997, po objęciu stanowiska premiera przez Iwana Kostowa, został wiceministrem finansów. Odpowiadał m.in. za zarządzanie długiem państwowym i nadzór nad rynkiem papierów wartościowych. Po wyborach parlamentarnych w 2001 powrócił do zawodu nauczyciela uniwersyteckiego. Przez krótki okres był wiceprzewodniczącym Związku Sił Demokratycznych, ostatecznie w 2003 definitywnie opuścił to ugrupowanie.
W 2005 ponownie wszedł w skład rządu, obejmując urząd ministra finansów w gabinecie Sergeja Staniszewa. Sprawował go do 2009. W wyborach w 2009 i w 2013 uzyskiwał mandat posła do Zgromadzenia Narodowego 41. i 42. kadencji z ramienia Bułgarskiej Partii Socjalistycznej.
W wyborach w 2013 socjaliści i ich koalicjant Ruch na rzecz Praw i Wolności uzyskali równo połowę mandatów w parlamencie. Płamen Oreszarski otrzymał misję tworzenia nowego rządu. Pierwsze protesty przeciwko jego gabinetowi nastąpiły bezpośrednio po ogłoszeniu proponowanego składu rządu. Ostatecznie 29 maja 2013 parlament zaaprobował jego rząd (120 głosów za, 97 przeciw), co było możliwe dzięki zbojkotowaniu głosowania przez posłów nacjonalistycznej partii Ataka. Masowe protesty wybuchły w czerwcu 2013, gdy Zgromadzenie Narodowe powołało kontrowersyjnego koalicyjnego posła Delana Peewskiego na prezesa Agencji Bezpieczeństwa Narodowego (DANS). Szybka rezygnacja Delana Peewskiego nie przerwała protestów. 23 lipca 2014 Płamen Oreszarski podał się do dymisji, Zgromadzenie Narodowe przyjęło jego rezygnację następnego dnia. Zakończył urzędowanie 6 sierpnia 2014, gdy urząd premiera tymczasowo objął Georgi Bliznaszki.
W 2016 wystartował w wyborach prezydenckich jako niezależny z poparciem Ruchu na rzecz Praw i Wolności, otrzymując w pierwszej turze 6,6% głosów (5. miejsce).

## Życie prywatne
Płamen Oreszarski jest żonaty, ma syna.